# سيلفيو مارتينيلو
سيلفيو مارتينيلو (بالإيطالية: Silvio Martinello)‏ مواليد 19 يناير 1963 في بادوفا، هو دراج إيطالي سابق. سبق أن شارك في دورة الألعاب الأولمبية الصيفية وفاز بميدالية أولمبية.

## سجل النتائج

### سباقات أو مراحل فاز بها
- طواف سويسرا
- طواف إيطاليا

## الميداليات
| الميدالية | المسابقة                       |
| --------- | ------------------------------ |
| ذهبية     | الألعاب الأولمبية الصيفية 1996 |
| برونزية   | الألعاب الأولمبية الصيفية 2000 |

## روابط خارجية
- سيلفيو مارتينيلو على موقع أرشيف الدراجات (الإنجليزية)
- سيلفيو مارتينيلو على موقع إحصائيات الدراجات الإحترافية (الإنجليزية)
- سيلفيو مارتينيلو على موقع CycleBase (الإنجليزية)
- سيلفيو مارتينيلو على موقع أوليمبيديا (الإنجليزية)
- سيلفيو مارتينيلو على موقع اللجنة الأولمبية الإيطالية (الإيطالية)